# Entoloma cuspidiferum
Entoloma cuspidiferum är en svampart som beskrevs av Noordel. 1980. Entoloma cuspidiferum ingår i släktet Entoloma och familjen Entolomataceae.  Arten är reproducerande i Sverige. Inga underarter finns listade i Catalogue of Life.